# Nguyễn Văn Tú
Nguyễn Văn Tú (ur. 2004) – wietnamski zapaśnik walczący w stylu wolnym.
Złoty medalista mistrzostw Azji Południowo-Wschodniej w 2023 i brązowy w 2025 roku.